# کوئینز آو د استون ایج
کویینز آو دِ استون اِیج (معمولأ با اختصار QOTSA یا QotSA شناخته می‌شود) یک گروه راک آمریکایی است که در سال ۱۹۹۶ در سیاتل، واشنگتن تشکیل شد. این گروه توسط خواننده و گیتاریست جاش هامی، که تنها عضو ثابت در طول تغییرات متعدد در ترکیب گروه بوده، تأسیس شد. از سال ۲۰۱۳، ترکیب اعضای گروه شامل هامی به همراه تروی ون لیوون (گیتار، لپ استیل، کیبورد، پرکاشن، بک وکال)، مایکل شومان (گیتار بیس، کیبورد، بک وکال)، دین فرتیتا (کیبورد، گیتار، پرکاشن، بک وکال) و جان تئودور (درامز، پرکاشن) است. این گروه همچنین دارای جمعی بزرگ از مشارکت‌کنندگان و همکاران در دوره فعالیت خود بوده است. کویینز آو د استون ایج به خاطر موسیقی هارد راک ریتمیک و ریف‌محور خود که تحت تأثیر بلوز، کراوت‌راک و الکترونیکا قرار دارد، به همراه صدای خاص فالستوی هامی و گام‌های نامتعارف گیتار شناخته می‌شود.

## تاریخچه
زمانی‌که گروه کایاس در سال ۱۹۹۵ و در پی انتشار آخرین آلبومش با نام سیرک شهر را ترک می‌کند از هم فروپاشید، جاش هوم (خواننده و گیتاریست) به سیاتل، واشینگتن رفت تا گروه اسکریمینگ تریز را در تور پیش روی‌شان به‌عنوان نوازندهٔ مهمان همراهی کند.
او یک سال بعد اَبَرگروه گاما ری را با ترکیب مت کامرون (درامر ساوندگاردن)، ون کانر (بیسیست اسکریمینگ تریز) و جان مک‌بین (گیتاریست مانستر مگنت) تشکیل داد. گاما ری در سال ۱۹۹۶ فعالیت‌شان را آغاز کردند. مدتی بعد که دریافتند یک گروه پاورمتال آلمانی با همین نام وجود دارد، نام گروه را به کویینز او د استون ایج (ملکه‌های عصر سنگ) تغییر دادند.

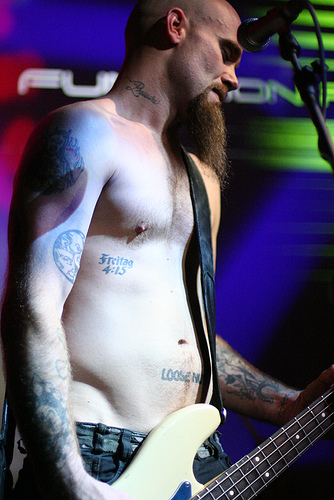
نیک الیوری

گروه اولین آلبوم‌شان را با نام ملکه‌های عصر سنگ در سال ۱۹۹۸ و با همکاری آلفردو هرناندز (درامر سابق کایاس) و کرس گاس (تهیه‌کننده سابق کایاس و گیتاریست مسترز او ریلیتی) منتشر کردند. آلبوم از لحاظ فروش با اقبال چندانی مواجه نشد اما مقدمات امضای قرارداد برای آلبوم بعدی گروه را با شرکت معتبر اینترسکوپ فراهم کرد.
با پیوستن نیک الیوری (بیسیست سابق کایاس) به گروه، آن‌ها کار بر روی قطعات آلبوم دوم را آغاز کردند. آلبوم آر که تقریباً تمام آهنگ‌هایش نتیجهٔ همکاری هوم و الیوری بود، نام گروه را در جدول‌های فروش مطرح کرد و آغازی برای موفقیت‌های بعدی گروه شد.
در پی موفقیت آلبوم آر، گروه در سال ۲۰۰۱ در فستیوال‌های معتبر «آزفست» و «راک این ریو» شرکت کرد که الیوری طی اجرای گروه در فستیوال «راک این ریو» به خاطر لخت شدن روی صحنه توسط پلیس ریودوژانیرو دستگیر شد.
در سال ۲۰۰۲ دیو گرول (درامر سابق نیروانا) در آستانهٔ ضبط آلبوم سوم گروه به آن‌ها پیوست. آلبوم ترانه‌هایی برای ناشنوا که در اوت ۲۰۰۲ روانهٔ بازار شد، به یک موفقیت بزرگ برای گروه تبدیل شد. ترانه‌هایی برای ناشنوا فقط در آمریکا ۹۸۶۰۰۰ نسخه فروش کرد و ترانه‌های «هیچ‌کس نمی‌داند» و «با جریان همراه شو» به ترتیب در رتبهٔ ۱ و ۷ جدول آهنگ‌های راک مدرن آمریکا جای گرفتند.

## افتخارات
- نامزد دریافت گرمی بهترین اجرای هارد راک برای آهنگ «هیچ‌کس نمی‌داند» در سال ۲۰۰۳
- نامزد دریافت گرمی بهترین اجرای هارد راک برای آهنگ «با جریان همراه شو» در سال ۲۰۰۴
- نامزد دریافت گرمی بهترین اجرای هارد راک برای آهنگ «خواهر کوچک» در سال ۲۰۰۶
- نامزد دریافت گرمی بهترین اجرای هارد راک برای آهنگ «بیمار، بیمار، بیمار» در سال ۲۰۰۸

## نگارخانه

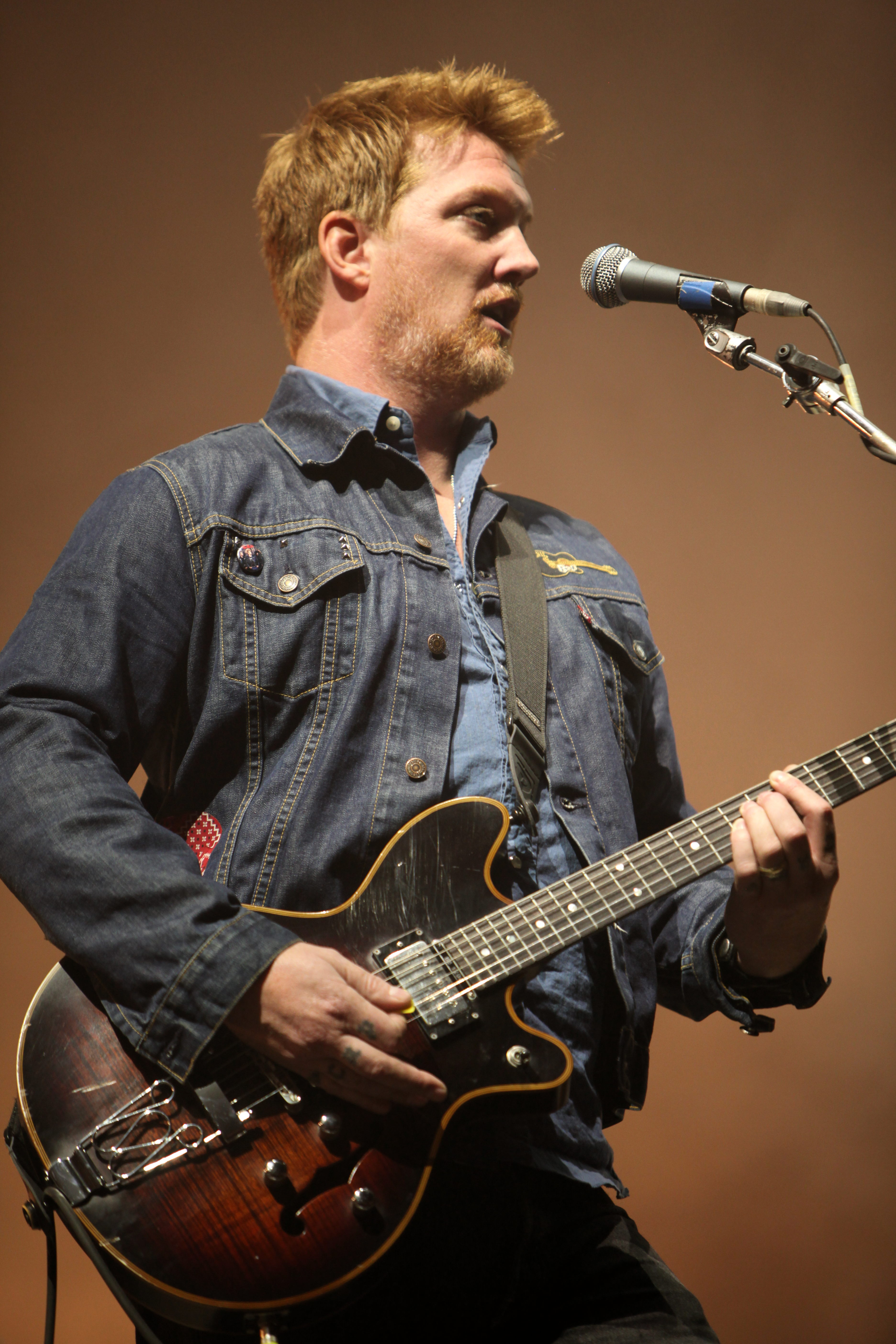
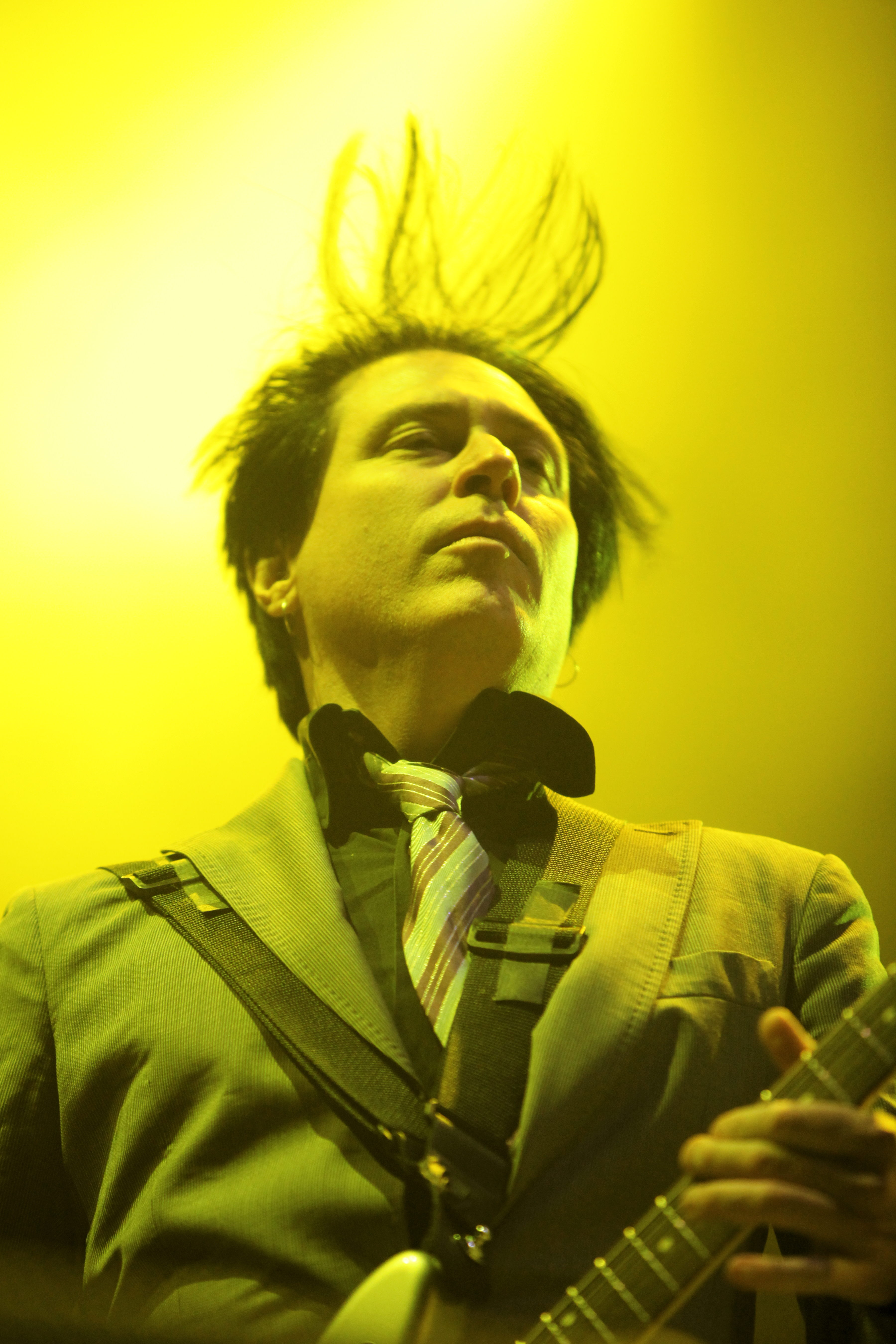
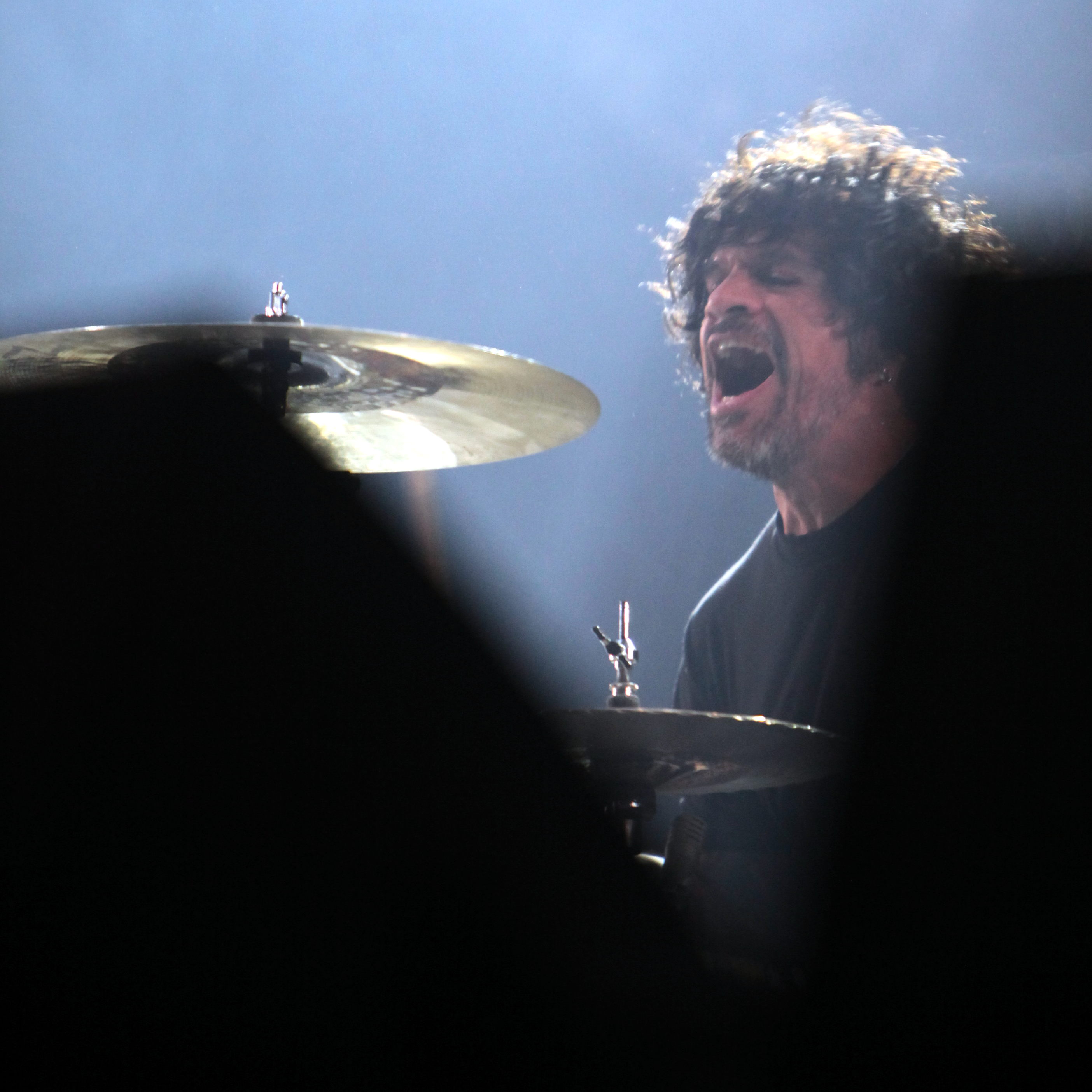
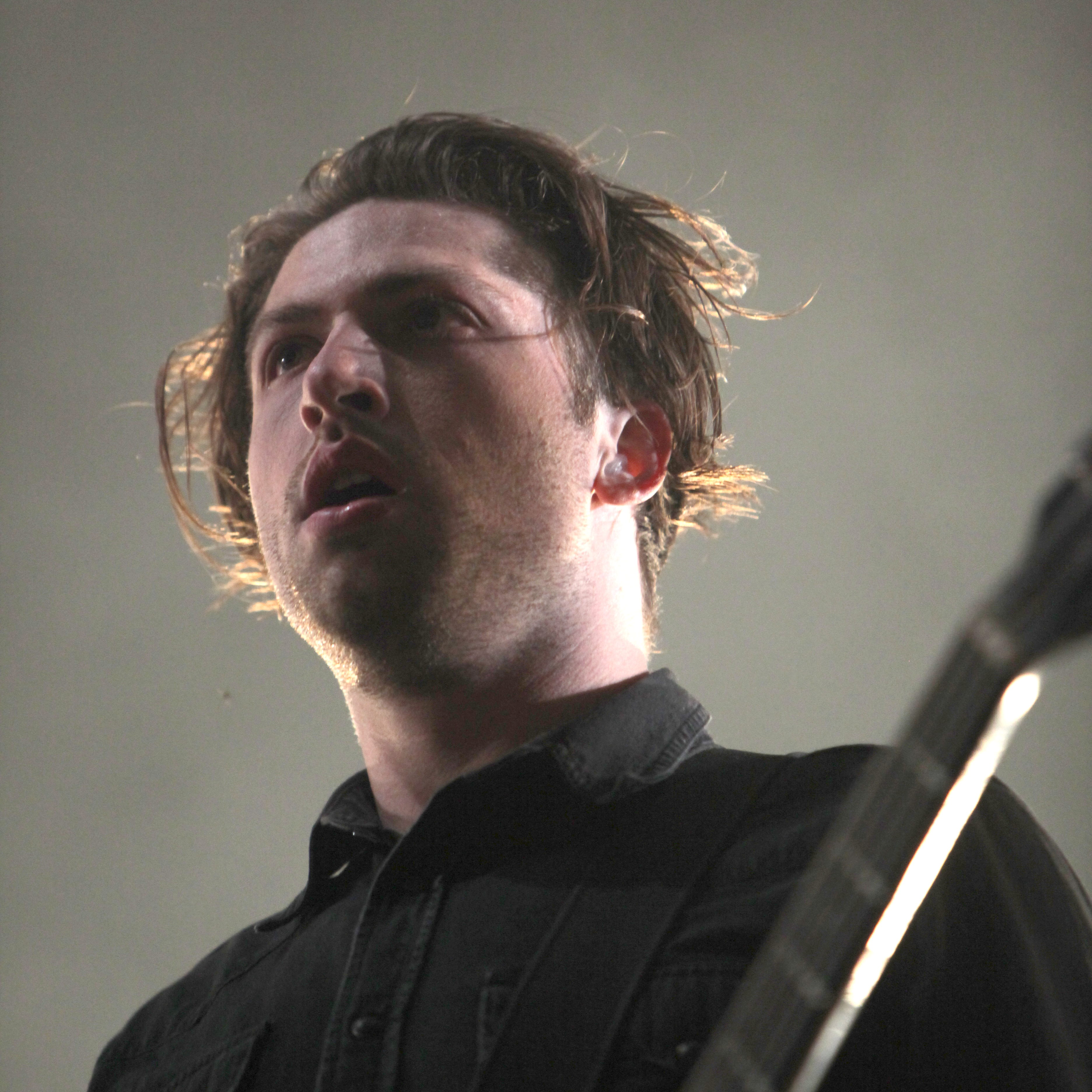
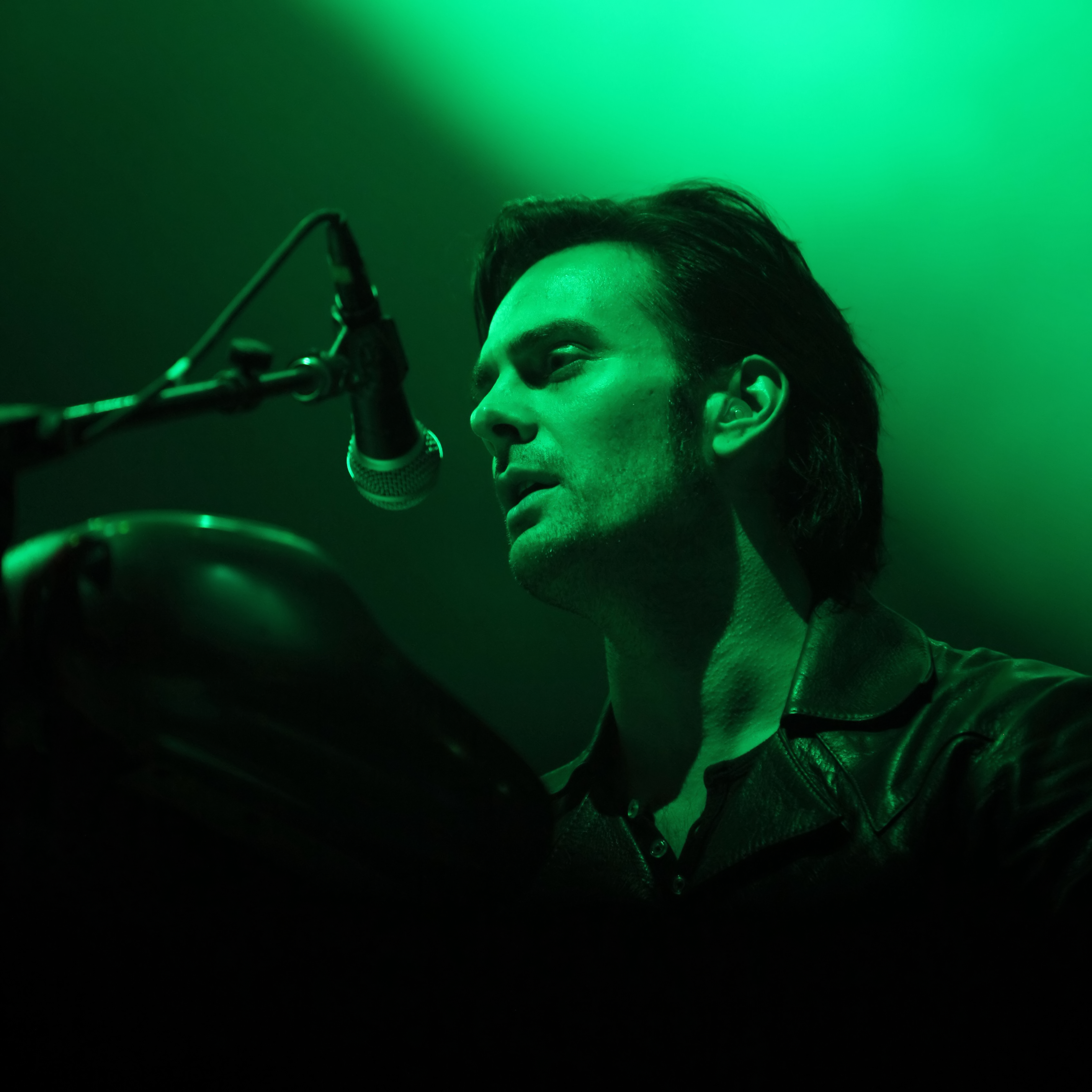

## آلبوم‌ها[۷]

### استودیو
| نام آلبوم                  | معنی نام                      | سال انتشار      |
| -------------------------- | ----------------------------- | --------------- |
| ۱. Queens of the Stone Age | ملکه‌های عصر حجر               | ۲۲ سپتامبر ۱۹۹۸ |
| ۲. Rated R                 | درجه آر                       | ۶ ژوئن ۲۰۰۰     |
| ۳. Songs for the Deaf      | ترانه‌هایی برای ناشنوایان      | ۲۷ اوت ۲۰۰۲     |
| ۴. Lullabies to Paralyze   | لالایی‌های برای فلج‌کردن        | ۲۲ مارس ۲۰۰۵    |
| ۵. Era Vulgaris            | عصر عامیانه                   | ۱۲ ژوئن ۲۰۰۷    |
| ۶. Like Clockwork...       | ...مثل ساعت دقیق              | ۳ ژوئن ۲۰۱۳     |
| ۷. Villains                | اشرار                         | ۲۵ اوت ۲۰۱۷     |
| ۸. In Times New Roman...   | در (زمانه‌ی) تایمز نیو رومن... | ۱۶ ژوئن ۲۰۲۳    |

### زنده
| نام آلبوم                               | سال انتشار |
| --------------------------------------- | ---------- |
| ۱. Over the Years and Through the Woods | ۲۰۰۷       |